# Sechs auf einen Streich/Episodenliste

Logo der Märchenfilmreihe Sechs auf einen Streich

Diese Episodenliste führt alle Filme der seit 2008 produzierten deutschen Märchenfilmreihe Sechs auf einen Streich (alternativ: 6 auf einen Streich; zweite Staffel: Acht auf einen Streich) auf.
Die Filme mit einer Länge von ca. einer Stunde werden von einzelnen Landesrundfunkanstalten der ARD, auch in Koproduktion untereinander, für Das Erste hergestellt. Als Vorlage dienten unter anderem Geschichten der Brüder Grimm, Hans Christian Andersen, Ludwig Bechstein, E. T. A. Hoffmann und Božena Němcová. Die Erstausstrahlung der Serie begann am 20. Dezember 2008 um 12:03 Uhr im Ersten mit Tischlein deck dich vom WDR. Die erste Staffel beinhaltet sechs und die zweite Staffel acht Filme. Von der dritten bis zur neunten Staffel wurden vier Filme pro Staffel, jeweils am ersten und zweiten Weihnachtstag, gezeigt. Bisher wurden 57 Märchen ausgestrahlt.

## Staffel 1 (2008)
| Nr. (ges.) | Nr. (St.) | Originaltitel                | Erstausstrahlung D (Das Erste) | Regie            | Drehbuch                                    | Auftraggeber |
| ---------- | --------- | ---------------------------- | ------------------------------ | ---------------- | ------------------------------------------- | ------------ |
| 1          | 1         | Tischlein deck dich          | 20. Dez. 2008                  | Ulrich König     | David Ungureit                              | WDR          |
| 2          | 2         | Brüderchen und Schwesterchen | 20. Dez. 2008                  | Wolfgang Eißler  | Gabriele Kreis                              | MDR          |
| 3          | 3         | Der Froschkönig              | 21. Dez. 2008                  | Franziska Buch   | Uschi Reich, Friederike Köpf, Robin Getrost | SWR          |
| 4          | 4         | König Drosselbart            | 25. Dez. 2008                  | Sibylle Tafel    | Brinx/Kömmerling                            | hr           |
| 5          | 5         | Frau Holle                   | 25. Dez. 2008                  | Bodo Fürneisen   | Marlis Ewald                                | rbb          |
| 6          | 6         | Das tapfere Schneiderlein    | 26. Dez. 2008                  | Christian Theede | Dieter Bongartz, Leonie Bongartz            | NDR          |

## Staffel 2 (2009)
| Nr. (ges.) | Nr. (St.) | Originaltitel              | Erstausstrahlung D (Das Erste) | Regie            | Drehbuch                         | Auftraggeber     |
| ---------- | --------- | -------------------------- | ------------------------------ | ---------------- | -------------------------------- | ---------------- |
| 7          | 1         | Schneewittchen             | 25. Dez. 2009                  | Thomas Freundner | Andreas Knaup                    | BR               |
| 8          | 2         | Rapunzel                   | 25. Dez. 2009                  | Bodo Fürneisen   | Nicolas Jacob, Olaf Winkler      | rbb              |
| 9          | 3         | Der gestiefelte Kater      | 25. Dez. 2009                  | Christian Theede | Dieter Bongartz, Leonie Bongartz | NDR              |
| 10         | 4         | Dornröschen                | 26. Dez. 2009                  | Oliver Dieckmann | Robin Getrost                    | SWR              |
| 11         | 5         | Die Gänsemagd              | 26. Dez. 2009                  | Sibylle Tafel    | Brinx/Kömmerling                 | hr               |
| 12         | 6         | Rumpelstilzchen            | 26. Dez. 2009                  | Ulrich König     | David Ungureit                   | WDR              |
| 13         | 7         | Die Bremer Stadtmusikanten | 2. Jan. 2010                   | Dirk Regel       | David Ungureit                   | Radio Bremen/NDR |
| 14         | 8         | Die kluge Bauerntochter    | 2. Jan. 2010                   | Wolfgang Eißler  | Gabriele Kreis                   | MDR              |

## Staffel 3 (2010)
| Nr. (ges.) | Nr. (St.) | Originaltitel                | Erstausstrahlung D (Das Erste) | Regie            | Drehbuch                         | Auftraggeber |
| ---------- | --------- | ---------------------------- | ------------------------------ | ---------------- | -------------------------------- | ------------ |
| 15         | 1         | Das blaue Licht              | 25. Dez. 2010                  | Carsten Fiebeler | Brinx/Kömmerling                 | hr           |
| 16         | 2         | Die Prinzessin auf der Erbse | 25. Dez. 2010                  | Bodo Fürneisen   | Nicolas Jacob, Olaf Winkler      | rbb          |
| 17         | 3         | Der Meisterdieb              | 26. Dez. 2010                  | Christian Theede | Dieter Bongartz, Leonie Bongartz | NDR          |
| 18         | 4         | Des Kaisers neue Kleider     | 26. Dez. 2010                  | Hannu Salonen    | David Ungureit                   | WDR          |

## Staffel 4 (2011)
| Nr. (ges.) | Nr. (St.) | Originaltitel         | Erstausstrahlung D (Das Erste) | Regie            | Drehbuch                    | Auftraggeber |
| ---------- | --------- | --------------------- | ------------------------------ | ---------------- | --------------------------- | ------------ |
| 19         | 1         | Jorinde und Joringel  | 25. Dez. 2011                  | Bodo Fürneisen   | Nicolas Jacob, Olaf Winkler | rbb          |
| 20         | 2         | Aschenputtel          | 25. Dez. 2011                  | Uwe Janson       | David Ungureit              | WDR          |
| 21         | 3         | Die Sterntaler        | 26. Dez. 2011                  | Maria von Heland | Rochus Hahn                 | SWR          |
| 22         | 4         | Die zertanzten Schuhe | 26. Dez. 2011                  | Wolfgang Eißler  | Gabriele Kreis              | MDR          |

## Staffel 5 (2012)
| Nr. (ges.) | Nr. (St.) | Originaltitel               | Erstausstrahlung D (Das Erste) | Regie             | Drehbuch                         | Auftraggeber |
| ---------- | --------- | --------------------------- | ------------------------------ | ----------------- | -------------------------------- | ------------ |
| 23         | 1         | Rotkäppchen                 | 25. Dez. 2012                  | Sibylle Tafel     | Brinx/Kömmerling                 | hr           |
| 24         | 2         | Schneeweißchen und Rosenrot | 25. Dez. 2012                  | Sebastian Grobler | Mario Giordano                   | MDR          |
| 25         | 3         | Hänsel und Gretel           | 26. Dez. 2012                  | Uwe Janson        | David Ungureit                   | rbb/SR       |
| 26         | 4         | Allerleirauh                | 26. Dez. 2012                  | Christian Theede  | Dieter Bongartz, Leonie Bongartz | NDR          |

## Staffel 6 (2013)
| Nr. (ges.) | Nr. (St.) | Originaltitel                           | Erstausstrahlung D (Das Erste) | Regie            | Drehbuch                         | Auftraggeber |
| ---------- | --------- | --------------------------------------- | ------------------------------ | ---------------- | -------------------------------- | ------------ |
| 27         | 1         | Vom Fischer und seiner Frau             | 25. Dez. 2013                  | Christian Theede | Dieter Bongartz, Leonie Bongartz | NDR          |
| 28         | 2         | Das Mädchen mit den Schwefelhölzern     | 25. Dez. 2013                  | Uwe Janson       | David Ungureit                   | rbb/SR       |
| 29         | 3         | Die kleine Meerjungfrau                 | 26. Dez. 2013                  | Irina Popow      | Bettine von Borries              | MDR          |
| 30         | 4         | Der Teufel mit den drei goldenen Haaren | 26. Dez. 2013                  | Maria von Heland | Rochus Hahn                      | SWR/hr       |

## Staffel 7 (2014)
| Nr. (ges.) | Nr. (St.) | Originaltitel                                 | Erstausstrahlung D (Das Erste) | Regie            | Drehbuch         | Auftraggeber         |
| ---------- | --------- | --------------------------------------------- | ------------------------------ | ---------------- | ---------------- | -------------------- |
| 31         | 1         | Siebenschön                                   | 25. Dez. 2014                  | Carsten Fiebeler | Brinx/Kömmerling | hr/SWR               |
| 32         | 2         | Sechse kommen durch die ganze Welt            | 25. Dez. 2014                  | Uwe Janson       | David Ungureit   | rbb/SR               |
| 33         | 3         | Die drei Federn                               | 26. Dez. 2014                  | Su Turhan        | Su Turhan        | BR                   |
| 34         | 4         | Von einem, der auszog, das Fürchten zu lernen | 26. Dez. 2014                  | Tobias Wiemann   | Mario Giordano   | Radio Bremen/NDR/MDR |

## Staffel 8 (2015)
| Nr. (ges.) | Nr. (St.) | Originaltitel              | Erstausstrahlung D (Das Erste) | Regie              | Drehbuch                    | Auftraggeber     |
| ---------- | --------- | -------------------------- | ------------------------------ | ------------------ | --------------------------- | ---------------- |
| 35         | 1         | Die Salzprinzessin         | 25. Dez. 2015                  | Zoltan Spirandelli | Anja Jabs                   | WDR              |
| 36         | 2         | Nussknacker und Mausekönig | 25. Dez. 2015                  | Frank Stoye        | Tiina Takkula, Thomas Brück | MDR/Radio Bremen |
| 37         | 3         | Prinzessin Maleen          | 26. Dez. 2015                  | Matthias Steurer   | Su Turhan                   | BR               |
| 38         | 4         | Der Prinz im Bärenfell     | 26. Dez. 2015                  | Bodo Fürneisen     | David Ungureit              | rbb/SR           |

## Staffel 9 (2016)
| Nr. (ges.) | Nr. (St.) | Originaltitel                    | Erstausstrahlung D (Das Erste) | Regie            | Drehbuch                         | Auftraggeber         |
| ---------- | --------- | -------------------------------- | ------------------------------ | ---------------- | -------------------------------- | -------------------- |
| 39         | 1         | Prinz Himmelblau und Fee Lupine  | 25. Dez. 2016                  | Markus Dietrich  | Anette Schönberger               | Radio Bremen/MDR/NDR |
| 40         | 2         | Das singende, klingende Bäumchen | 25. Dez. 2016                  | Wolfgang Eißler  | Gabriele Kreis                   | rbb/SR               |
| 41         | 3         | Das Märchen vom Schlaraffenland  | 26. Dez. 2016                  | Carsten Fiebeler | Brinx/Kömmerling                 | hr                   |
| 42         | 4         | Hans im Glück                    | 26. Dez. 2016                  | Christian Theede | Dieter Bongartz, Leonie Bongartz | NDR                  |

## Staffel 10 (2017)
| Nr. (ges.) | Nr. (St.) | Originaltitel         | Erstausstrahlung D (Das Erste) | Regie            | Drehbuch         | Auftraggeber |
| ---------- | --------- | --------------------- | ------------------------------ | ---------------- | ---------------- | ------------ |
| 43         | 1         | Das Wasser des Lebens | 25. Dez. 2017                  | Alexander Wiedl  | David Ungureit   | WDR          |
| 44         | 2         | Der Schweinehirt      | 26. Dez. 2017                  | Carsten Fiebeler | Brinx/Kömmerling | rbb          |

## Staffel 11 (2018)
| Nr. (ges.) | Nr. (St.) | Originaltitel                  | Erstausstrahlung D (Das Erste) | Regie           | Drehbuch         | Auftraggeber |
| ---------- | --------- | ------------------------------ | ------------------------------ | --------------- | ---------------- | ------------ |
| 45         | 1         | Das Märchen von der Regentrude | 25. Dez. 2018                  | Klaus Knoesel   | Leonie Bongartz  | NDR          |
| 46         | 2         | Die Galoschen des Glücks       | 26. Dez. 2018                  | Friederike Jehn | Brinx/Kömmerling | rbb          |

## Staffel 12 (2019)
| Nr. (ges.) | Nr. (St.) | Originaltitel                     | Erstausstrahlung D (Das Erste) | Regie            | Drehbuch           | Auftraggeber         |
| ---------- | --------- | --------------------------------- | ------------------------------ | ---------------- | ------------------ | -------------------- |
| 47         | 1         | Die drei Königskinder             | 25. Dez. 2019                  | Frank Stoye      | Barbara Miersch    | SWR                  |
| 48         | 2         | Das Märchen von den zwölf Monaten | 26. Dez. 2019                  | Frauke Thielecke | Anette Schönberger | Radio Bremen/MDR/rbb |

## Staffel 13 (2020)
| Nr. (ges.) | Nr. (St.) | Originaltitel                  | Erstausstrahlung D (Das Erste) | Regie             | Drehbuch                                                | Auftraggeber     |
| ---------- | --------- | ------------------------------ | ------------------------------ | ----------------- | ------------------------------------------------------- | ---------------- |
| 49         | 1         | Helene, die wahre Braut        | 25. Dez. 2020                  | Heino V. Kronberg | Katja Kittendorf                                        | WDR              |
| 50         | 2         | Das Märchen vom goldenen Taler | 25. Dez. 2020                  | Cüneyt Kaya       | Heike Brückner von Grumbkow, Jörg Brückner, Enrico Wolf | rbb/Radio Bremen |
| 51         | 3         | Der starke Hans                | 26. Dez. 2020                  | Matthias Steurer  | Su Turhan                                               | BR               |

## Staffel 14 (2021)
| Nr. (ges.) | Nr. (St.) | Originaltitel     | Erstausstrahlung D (Das Erste) | Regie           | Drehbuch           | Auftraggeber        |
| ---------- | --------- | ----------------- | ------------------------------ | --------------- | ------------------ | ------------------- |
| 52         | 1         | Der Geist im Glas | 25. Dez. 2021                  | Markus Dietrich | Anette Schönberger | Radio Bremen/MDR/hr |

## Staffel 15 (2022)
| Nr. (ges.) | Nr. (St.) | Originaltitel       | Erstausstrahlung D (Das Erste) | Regie           | Drehbuch                               | Auftraggeber        |
| ---------- | --------- | ------------------- | ------------------------------ | --------------- | -------------------------------------- | ------------------- |
| 53         | 1         | Zitterinchen        | 25. Dez. 2022                  | Luise Brinkmann | Brinx/Kömmerling                       | MDR/hr/Radio Bremen |
| 54         | 2         | Die Gänseprinzessin | 26. Dez. 2022                  | Frank Stoye     | Antonia Rothe-Liermann, Katrin Milhahn | SWR                 |

## Staffel 16 (2023)
| Nr. (ges.) | Nr. (St.) | Originaltitel                   | Erstausstrahlung D (Das Erste) | Regie            | Drehbuch      | Auftraggeber |
| ---------- | --------- | ------------------------------- | ------------------------------ | ---------------- | ------------- | ------------ |
| 55         | 1         | Die verkaufte Prinzessin        | 25. Dez. 2023                  | Matthias Steurer | Su Turhan     | BR           |
| 56         | 2         | Das Märchen von der Zauberflöte | 26. Dez. 2023                  | Marvin Litwak    | Marvin Litwak | WDR          |

## Staffel 17 (2024)
| Nr. (ges.) | Nr. (St.) | Originaltitel                        | Erstausstrahlung D (Das Erste) | Regie       | Drehbuch    | Auftraggeber |
| ---------- | --------- | ------------------------------------ | ------------------------------ | ----------- | ----------- | ------------ |
| 57         | 1         | Das Märchen von der silbernen Brücke | 25. Dez. 2024                  | Cüneyt Kaya | Enrico Wolf | rbb          |

## Staffel 18 (2025)
| Nr. (ges.) | Nr. (St.) | Originaltitel               | Erstausstrahlung D (Das Erste) | Regie            | Drehbuch                       | Auftraggeber |
| ---------- | --------- | --------------------------- | ------------------------------ | ---------------- | ------------------------------ | ------------ |
| 58         | 1         | Das Märchen vom Schwanensee | 25. Dez. 2025                  | Christian Theede | Silja Clemens, Barbara Miersch | SWR          |